# Конференція європейських церков
Конференція європейських церков — християнська екуменічна організація, що об'єднує більшість церков Європи: протестантських, православних і старокатолицьких.
Заснована в 1959 році. 2005 року налічувала 125 членів (церков).

## Цілі та завдання
Конференція була утворена з метою сприяти примиренню народів розділеної після Другої світової війни Європи.
Заявлені цілі Конференції:
- Зближення Церков у їх прагненні до єдності,
- Допомога Церквам різних конфесій в досягненні взаєморозуміння, незважаючи на історичні, географічні, мовні та економічні бар'єри.

Конференція прагне до встановлення взаємної поваги та співробітництва в дусі екуменізм а і сприяє християнського свідчення серед народів Європи.
Конференція виступає за мир, справедливість і примирення.

## Керівництво
Асамблея — вищий орган Конференції. Скликається один раз на п'ять-шість років. Проводиться в різних містах Європи:
1. 1959 — Нюборг, Данія.
2. 1960 — Нюборг, Данія.
3. 1962 — Нюборг, Данія.
4. 1964 — на борту данського корабля «Борнхольм».
5. 1967 — Пьорчах-ам-Вертер-Зе, Австрія.
6. 1971 — Нюборг, Данія.
7. 1974 — Енгельберг, Швеція
8. 1979 — Ханья, Крит
9. 1986 — Стерлінг (Шотландія)
10. 1992 — Прага, Чехія
11. 1997 — Ґрац, Австрія
12. 2003 — Тронгейм, Норвегія
13. 2009 — Ліон, Франція: Called to One Hope in Christ
14. 2013 — Будапешт, Угорщина
15. 2018 — Новий Сад, Сербія[1]
16. 2023 — Таллінн, Естонія

Центральний комітет — обирається асамблеєю, збирається один раз на рік. ЦК обирає президію і президента.
Президія — обирається Центральним комітетом, збирається два рази на рік.
Президент — православний архієпископ Фіатирський і Великої Британії Нікітас (Луліас)(Вселенський Патріархат); обраний 19 червня 2023.
Віцепрезиденти — єпископ Гантінґдона Дагмар Вінтер (Церква Англії);
 Франк Копанья (Євангелічна церква Німеччини)
Генеральний секретар — доктор філософії з місіології, екуменічної та систематичної теології Бірмінгемського університету Йорген Сков Соренсен.
Штаб-квартири Конференції розташовуються в Женеві, Брюсселі і Страсбурзі.

## РПЦ і КЄЦ
У створенні КЄЦ активну участь брала Російська православна церква.
Патріарх Московський і всієї Русі (1990–2008) Алексій II, будучи митрополитом, c 1964 а був одним із президентів (членів президії) КЄЦ; на наступних генеральних асамблеях переобирався президентом; 26 березня 1987 був обраний Головою Президії і Дорадчого комітету КЄЦ.
11 жовтня 2008 року Російська православна церква оголосила про припинення своєї участі в КЄЦ Відділ зовнішніх церковних зв'язків пояснював, що причиною припинення участі РПЦ в КЄЦ стало «необґрунтоване, що суперечить Конституції і правилам КЄЦ небажання розглядати заявку на членство в ній Естонської православної церкви, що є самокерованою Церквою в складі Московського Патріархату». Керівництво РПЦ розцінило відмову в прийомі ЕПЦ як «грубе порушення» президентом і генеральним секретарем КЄЦ обіцянок, даних ними в ході що відбулася 30 вересня 2008 їх зустрічі з Патріархом Московським і всієї Русі Алексієм II, "на якій були узгоджені деталі прийому Естонської православної церкви в члени КЄЦ «, причини чого Патріархія вбачала в» політичних тенденціях ".